# Мерен (Айфель)
Мерен (нем. Mehren) — община в Германии, в земле Рейнланд-Пфальц.
Входит в состав района Вульканайфель. Подчиняется управлению Даун. Население составляет 1453 человека (на 31 декабря 2010 года). Занимает площадь 12,95 км².

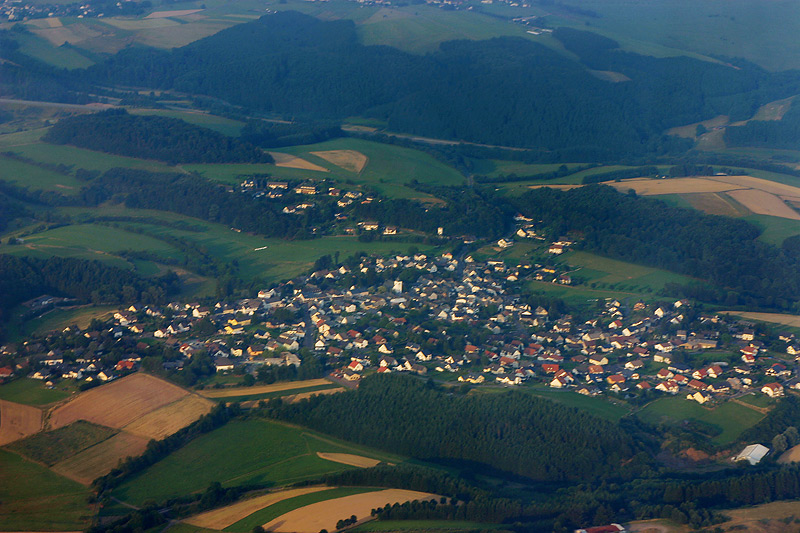
Мерен (Айфель)
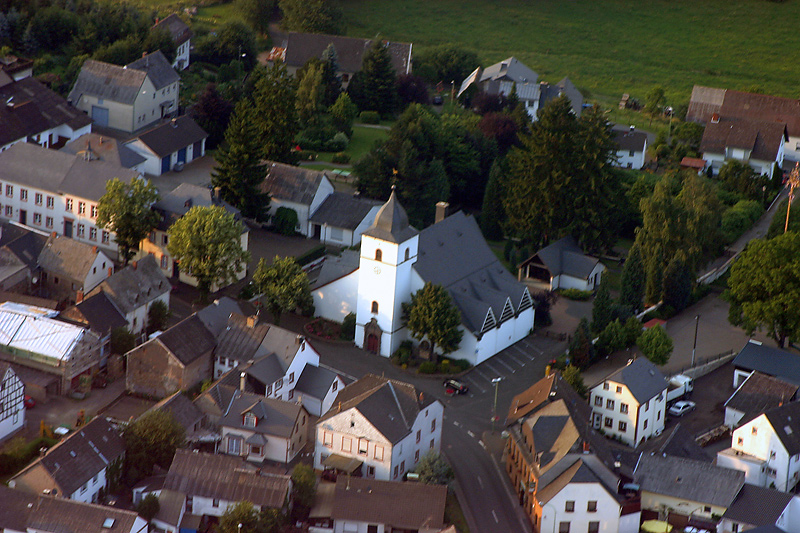
Церковь